# Semyazza

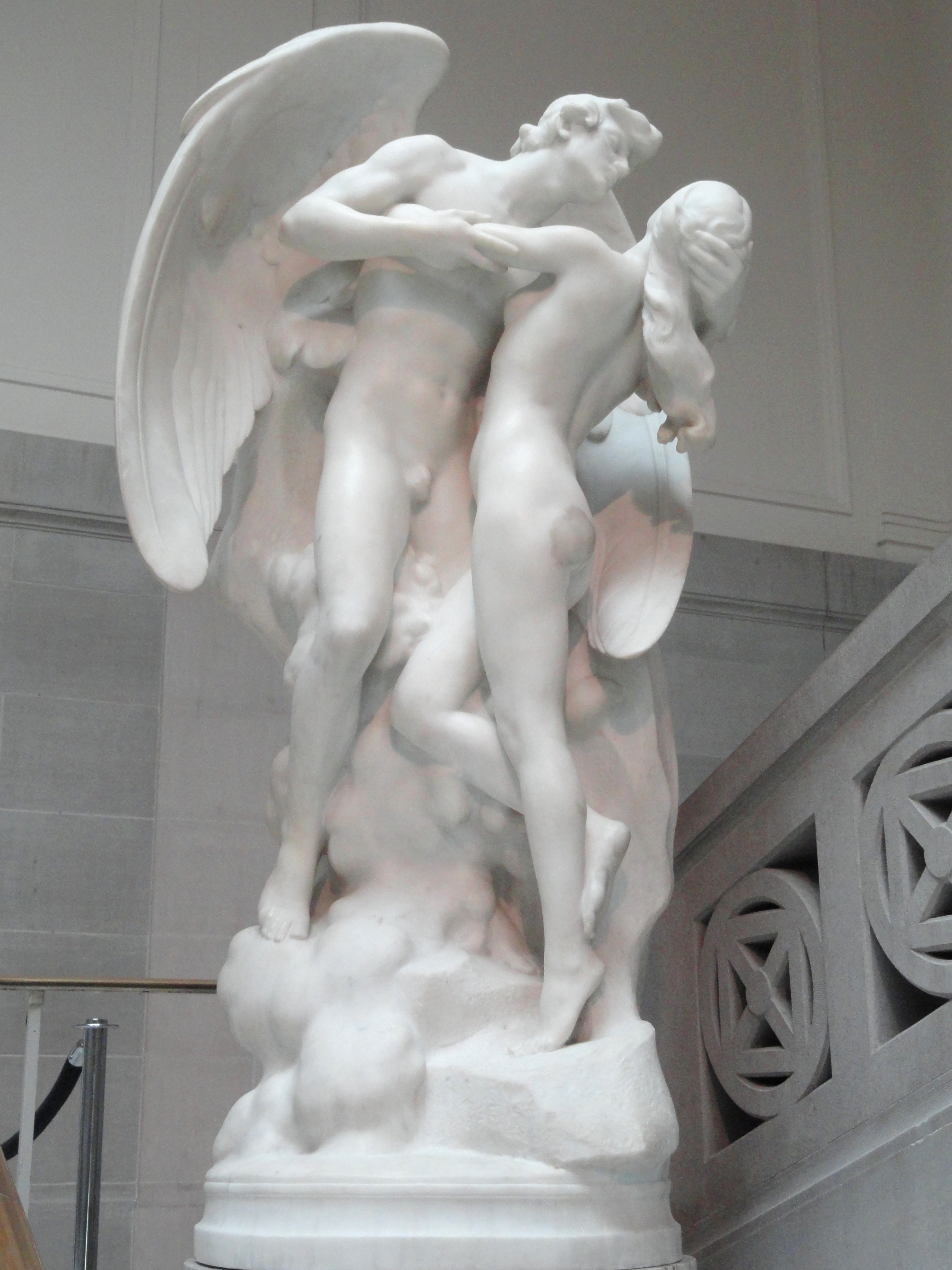
Escultura de los Hijos de Dios viendo que las hijas de los hombres son bellas por Daniel Chester French en 1923 - Corcoran Gallery of Art - DSC01065.JPG

Semyazza (hebreo: שמיחזה, griego: Σεμιαζά; también Semihazah, Shemyazaz, Sêmîazâz, Semjaza, Samjâzâ, Shemihaza, Shemhazai) es un ángel caído, jefe de los doscientos ángeles caídos según el epigrafico Libro de Enoc 6:3 y pertenecientes a los Grigori, los ángeles "Vigilantes". 

## Los pecados de Semyazza y sus asociados
En el Libro de Enoc o "1 Enoc" (siglo III-siglo I a. C.) se le presenta como el líder de un grupo de ángeles llamados "Grigori" (en griego: egrḗgoroi, en arameo עִיר ‛irín, los que "abren los ojos", "despiertan", "observan", "vigilan") que por su deseo y pasión por mujeres se convirtieron en los ángeles caídos.
Semyaza, su jefe, les dijo: "Temo que no queráis que tal acción llegue a ejecutarse y sea yo sólo quien pague por tamaño pecado". Le respondieron todos: "Juremos y comprometámonos bajo anatema entre nosotros a no cambiar esta decisión y a ejecutarla ciertamente". Entonces, juraron todos de consuno y se comprometieron a ello bajo anatema. Eran doscientos los que bajaron a Ardis, que es la cima del monte Hermón, al que llamaron así porque en él juraron y se comprometieron bajo anatema. (Libro de Enoc, 6: 3-6)
El Monte Hermón fue llamado Senir por los amorreos y Sirión por los fenicios (Deuteronomio 3:9; Salmos 29:6; Crónicas 5:23; Cantares 4:8; Ezequiel 27:5), nombres que aparecen en los textos ugaríticos hallados en Ras Shamra, Siria, y en los documentos procedentes de Bogazkoi, Turquía. La montaña se consideró como el límite septentrional con la montaña conocida como el "Monte Ba'al Hermón" (Jueces 3:3), situada a unos 30 kilómetros al suroeste de Jerusalén y a más de 900 metros sobre el nivel del mar. También es llamado "Monte Siyón" en Deuteronomio 4:48.
Una lista completa de los líderes del grupo se pueden encontrar en el Libro de Enoc 6:7. Según el libro de Enoc Semyazza convenció a otros Grigori a unirse a él para fornicar con las mujeres. Como resultado, él y los otros Grigori pecadores engendraron gigantes "de tres mil codos de talla cada uno" (Enoc 7:2), llamados en el Génesis Nephilim palabra que significa "los caídos", o "los que hacen caer" (del hebreo נָפַל "nafál": caer, derribar), que dominaron y se comieron, tanto a bestias como a humanos (Enoc 7:3-5). Otro pecado de los Vigilantes fue enseñar a varios humanos artes creativas y ciencias ocultas - sobre todo Asael, que les enseñó los secretos de la guerra, lo cual llenó la tierra de violencia y causó la ira de Dios (Enoc 8:1).
Dios mandó al ángel Gabriel a causa de los Gigantes para hacer la guerra con ellos:
Y a Gabriel dijo el Señor: Ve a ellos, a esos bastardos, réprobos y nacidos de fornicación, y aniquila de entre los hombres a éstos y a los hijos de los vigilantes. Sácalos, azúzalos unos contra otros, que ellos mismos se destruyan luchando, pues no han de ser largos sus días. Y todos te rogarán por sus hijos, mas nada se concederá a sus padres, pues esperaron vivir casi eternamente; que habría de vivir cada uno de ellos quinientos años. (Libro de Enoc, 10:9, 10)
Ahora, los gigantes nacidos de los espíritus y de la carne serán llamados malos espíritus en la tierra y sobre ella tendrán su morada. Malos espíritus han salido de su carne, porque de arriba fueron creados y de santos vigilantes fue su principio y su primer fundamento. Mal espíritu serán sobre la tierra, y malos espíritus serán llamados. Los espíritus de los cielos en el cielo tendrán su morada, y los espíritus de la tierra, que han nacido sobre la tierra, en ella tendrán su morada. Los espíritus de los gigantes, los nefilim, oprimen, corrompen, atacan, pelean, destrozan la tierra y traen pesar; nada de lo que comen les basta, ni cuando tienen sed quedan ahítos. Y se alzan esos espíritus contra los hijos de los hombres y sobre las mujeres, pues de ellos salieron. (Libro de Enoc, 15:8-12)
Por último, la sentencia de los asociados de Semyazza es descrita.
Y a Miguel dijo el Señor: "Ve, informa a Semyaza y a los otros que están con él, los que se unieron a las mujeres para corromperse con ellas en todas sus torpezas. Y cuando todos sus hijos hayan sido aniquilados y hayan visto la perdición de sus predilectos, átalos por setenta generaciones bajo los collados de la tierra hasta el día de su juicio definitivo, hasta que se cumpla el juicio eterno. En ese día serán enviados al abismo del fuego, al tormento, y serán encadenados en prisión eternamente. Entonces, desde ese momento, arderá él y se deshará juntamente con ellos, y quedarán atados hasta la consumación de las generaciones. (Libro de Enoc, 10:11-16)
Después de la destrucción de los Gigantes, Dios causó el Diluvio Universal para destruir a los humanos que se habían corrompido. A excepción de Noé, su familia y las siete individuos de cada especie de animales y aves «kosher» (ritualmente "apropiados" en la ley hebrea) y un par de cada especie de animales y aves «no-kosher» (es decir "no apropiados" en la ley ritual hebrea).

## Vinculación con Satanás
Algunos sugieren que Semyazza sería otro nombre para Satanás (Heb: 'adversario'), que según la teología cristiana era originalmente un ángel creado en el servicio de Dios, pero que más tarde cayó en apostasía y, según algunas tradiciones, fue expulsado del cielo. Jesús afirma que vio a Satanás caer del cielo como un rayo en Lucas 10:18.
En el judaísmo en cambio "Satán" (opositor, resistidor) es solo un nombre genérico con que se llamaría en la Tanaj (Antiguo Testamento) a los ángeles que ofician de fiscales u "opositores" de los pecadores. En el judaísmo jamás ha ocurrido una expulsión primigenia de satanás desde el cielo y el libro de Enoc es visto como un libro seudoepigráfico fuera del canon y sin inspiración divina.
Algunos comentaristas dicen que Semyazza no debe ser confundido con otro nombre para Satanás, que algunos creen que fue "expulsado" de los cielos previamente según una interpretación de Apocalipsis 12 (por ejemplo, ver William Barclay, Comentario del Nuevo Testamento, Editorial Clie, 1995). Según la versión musulmana la razón del exilio de Satanás habría sido su negativa a inclinarse ante Adán (Al-Curan Taa-Haa: 116). Con lo que para los teóricos se trataría de dos caídas separadas desde el cielo, uno de Satanás, otro de los "Vigilantes" que habían querido bajar a la tierra para tomar esposas humanas.
En los cultos satánicos, se considera uno de los demonios principales que conforma una trinidad demoníaca junto a Lucifer y Samael.

## En la cultura popular
En Ao no Exorcist, Shemihaza (シェミハザ) es uno de los tres miembros de los Grigori, los consejeros supremos de la Orden de la Verdadera Cruz. Es una de las Sol y las tres fundadoras de la Orden, siendo el Emperador de la Creación (創造皇 Sōzō Ō).
Una invocación (eón) del videojuego Final Fantasy XII se llama Shemhazai. 
Una canción del grupo Daemonarch se titula "Samyaza". 
El actor Nick Nolte representa a Samyazza en la película épica "Noah" (Noé) de Darren Aronofsky, estrenada en marzo de 2014.
El videojuego El Shaddai: Ascension of the Metatron es mencionado como el líder de los gregori quienes robaron los frutos del conocimiento y mantienen a los hombres bajo una falsa evolución. Aunque se da a entender que será el enemigo final del juego, se descubre que murió al escapar del cielo.
En el videojuego bíblico LOGOS es el enemigo final del capítulo de Noé y quien envía a su hijo, Hiwa, a destruir el arca en un arranque de ira.
En la novela 36 horas, los nocturnos liderados por Dyango buscan liberar a Semyazza de su prisión estelar con un conjuro que detiene la rotación de la tierra.